# Bon-Secours
Bon-Secours este un sat situat la granița dintre Franța și Belgia, în provincia Hainaut (Belgia) și în departamentul Nord, regiunea Hauts-de-France (Franța). De partea belgiană, a fost o comună de sine stătătoare din 1907 până la fuziunea comunelor din 1977. În prezent, este o secțiune situată în sudul orașului Péruwelz și un cartier al localității Condé-sur-l'Escaut de partea franceză.

## Istorie
Corul drept al bazilicii din Bon-Secours a fost ridicat pe locul unui stejar care, în Evul Mediu, marca hotarul dintre teritoriile Péruwelz (B), Condé-sur-l'Escaut (F) și Blaton (B). De trunchiul acestui stejar fusese atârnată o statuie venerată sub numele de Notre-Dame du chêne entre-deux-bois („Maica Domnului de la stejarul dintre cele două păduri”), în special de locuitorii din Péruwelz, pentru care acea pădure – un teren de landă sau de iarbă deasă – constituia un bun comun, folosit pentru pășunat și pentru culegerea unor produse modeste.
La începutul secolului al XVII-lea, deoarece stejarul aproape se uscase, iar imaginea dispăruse, preotul din Péruwelz a poruncit sculptarea unei noi statui a Fecioarei Maria cu Pruncul, folosind lemnul vechiului copac. Statuia a fost așezată într-un mic adăpost din piatră, chiar pe locul fostului stejar. Credincioșii au început să vină să se roage invocând-o pe Notre-Dame de Bon-Secours („Maica Domnului de la Bunul Ajutor”), întrucât ciuma devasta atunci regiunea, dar a ocolit Péruwelz.
În 1637, locuitorii din Péruwelz, recunoscători pentru ocrotirea primită, au ridicat o capelă pentru a adăposti statuia Maicii Domnului de la Bon-Secours. Un preot din Péruwelz oficia acolo zilnic Sfânta Liturghie. Pelerinii au început să sosească chiar și de la mari depărtări.
Capela a devenit repede prea mică; între 1643 și 1645 a fost construită una mai mare, păstrându-se prima ca și cor.
Practica pelerinajului a continuat, chiar și în timpul războaielor lui Ludovic al XIV-lea și în timpul Revoluției din 1789, în ciuda pericolelor și dificultăților. Cei care considerau că au fost vindecați de bolile lor își exprimau recunoștința prin ofrande de tip ex-voto, realizate din argint, care reprezentau simbolic partea afectată a corpului.
În secolul al XVIII-lea, economia satului s-a diversificat, incluzând exploatarea lemnului și extracția gresiei. Un secol mai târziu, aici s-au dezvoltat instituții dedicate curelor de odihnă. Totuși, Bon-Secours rămânea un cătun al orașului Péruwelz, iar tensiunile dintre cele două comunități nu au încetat să crească. Această opoziție a fost tranșată la 26 august 1907 printr-un decret regal care a oficializat separarea. Pe lângă locul numit Bon-Secours, noua comună a primit și câteva teritorii desprinse din satul Blaton.
Totuși, în anii 1970, programul guvernamental de fuziune a comunelor a readus Bon-Secours în componența orașului Péruwelz.
Bazilica din Bon-Secours a fost terminusul unei linii de tramvai care pornea din Valenciennes și trecea prin Vieux-Condé, funcționând între 1892 și 1966.

## Demografie
- INS - 1910 până în 1970 = recensăminte, 1976 = numărul de locuitori la 31 decembrie.

## Patrimoniu și cultură

### Patrimoniu arhitectural
- Bazilica Notre-Dame de Bon-Secours, un important loc de pelerinaj marian, se află în centrul satului[1].
- Pădurea domanială Bonsecours este un teritoriu împărțit între Franța și Belgia.

### Personalități
- Jean Absil (1893–1974), muzician și compozitor, născut la Bon-Secours.

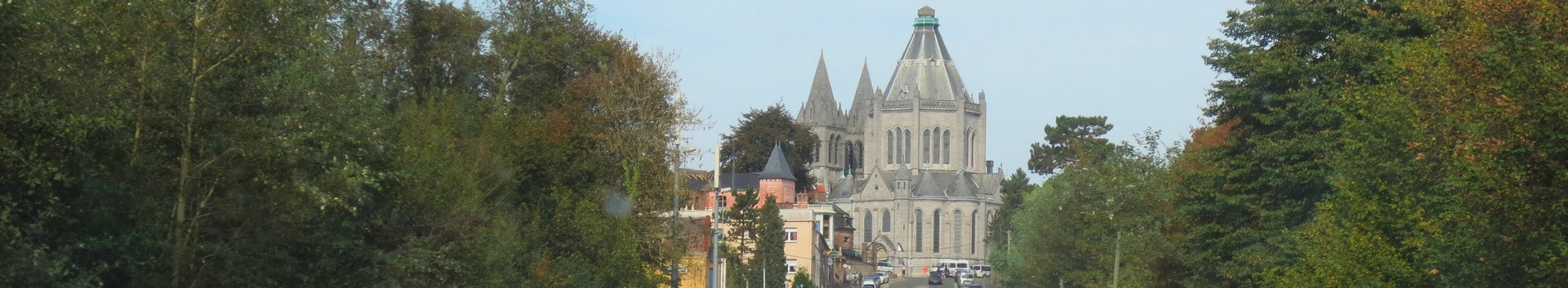
Vedere panoramică a Bon-Secours